# Sarród
Sarród (deutsch Schrollen, kroatisch Šarot oder Šrolna) ist eine ungarische Gemeinde im Kreis Sopron im Komitat Győr-Moson-Sopron. Sie liegt ein Kilometer nördlich von Fertőd. Zu Sarród gehören Fertőújlak und  Nyárliget.

## Gemeindepartnerschaft
- Sarrod, Deutschland

## Sehenswürdigkeiten
- Heimatmuseum (Tájház)
- Römisch-katholische Kirche Szent István vértanú, erbaut im 18. Jahrhundert

## Verkehr
Durch Sarród verläuft die Landstraße Nr. 8521. Der nächstgelegene Bahnhof befindet sich in Fertőszéplak-Fertőd.

## Bilder

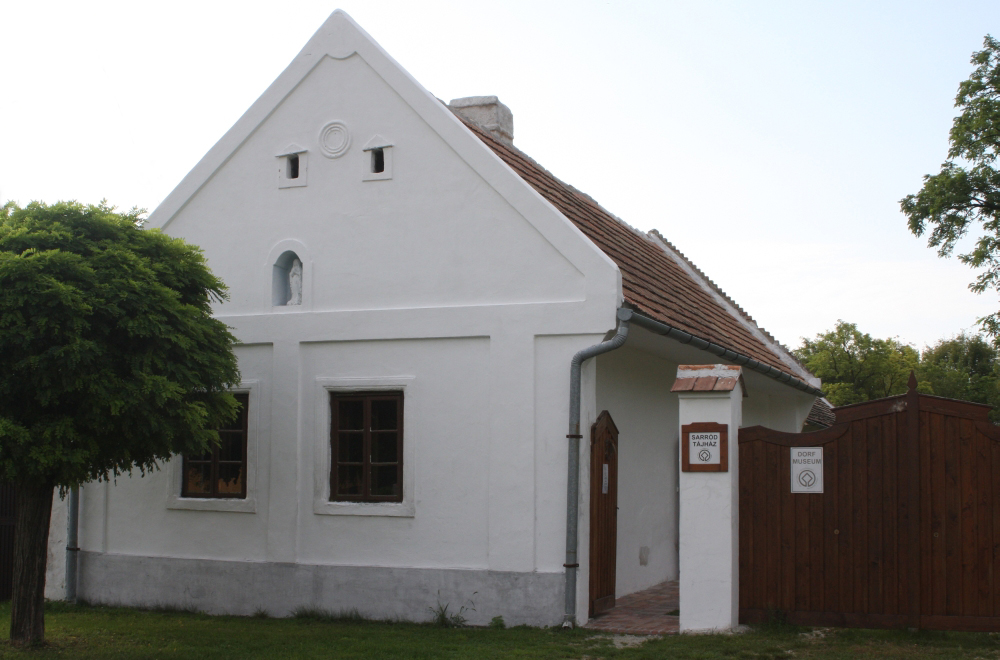
Heimatmuseum in Sarród
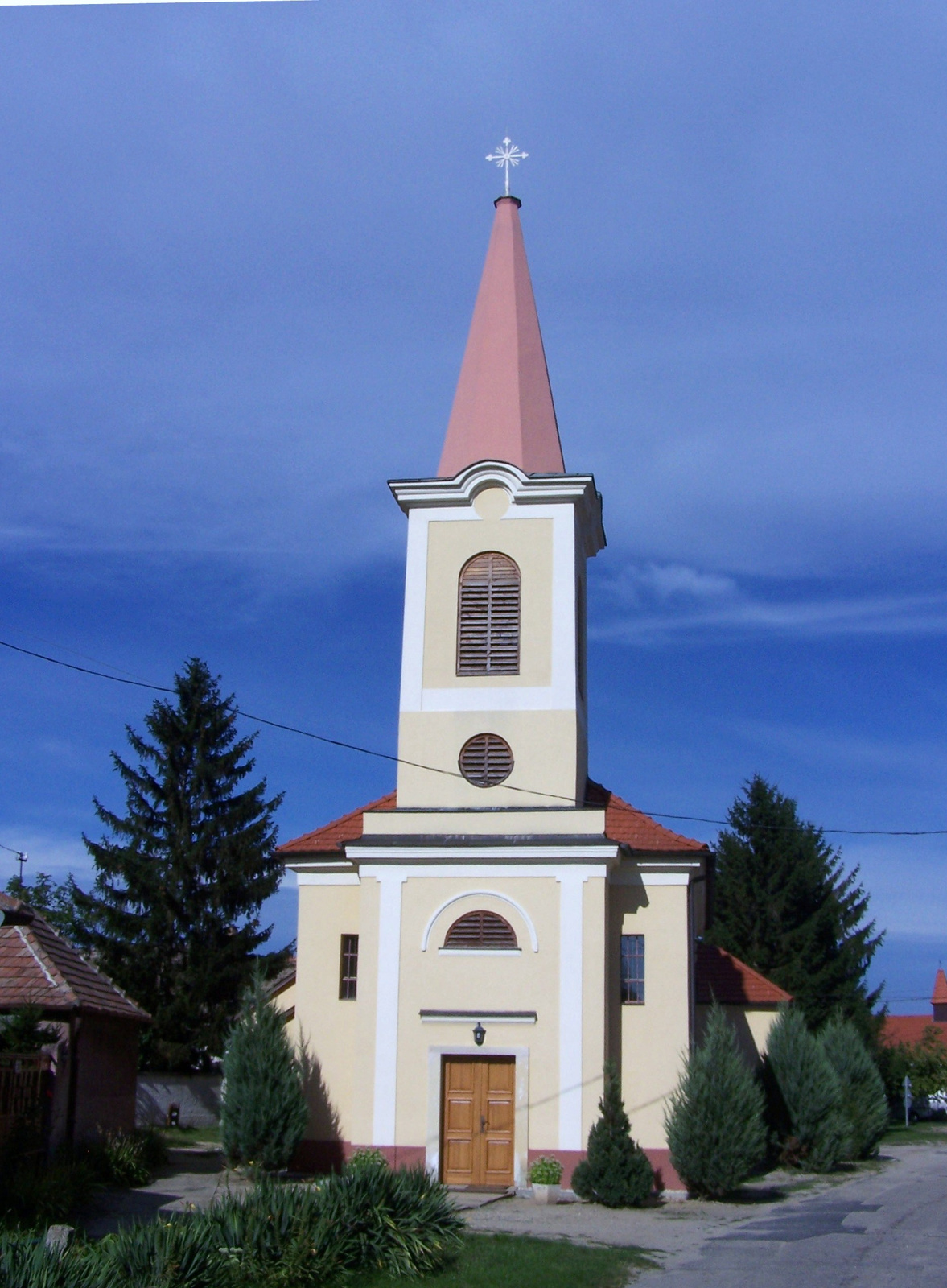
Römisch-katholische Kirche Szent István vértanú
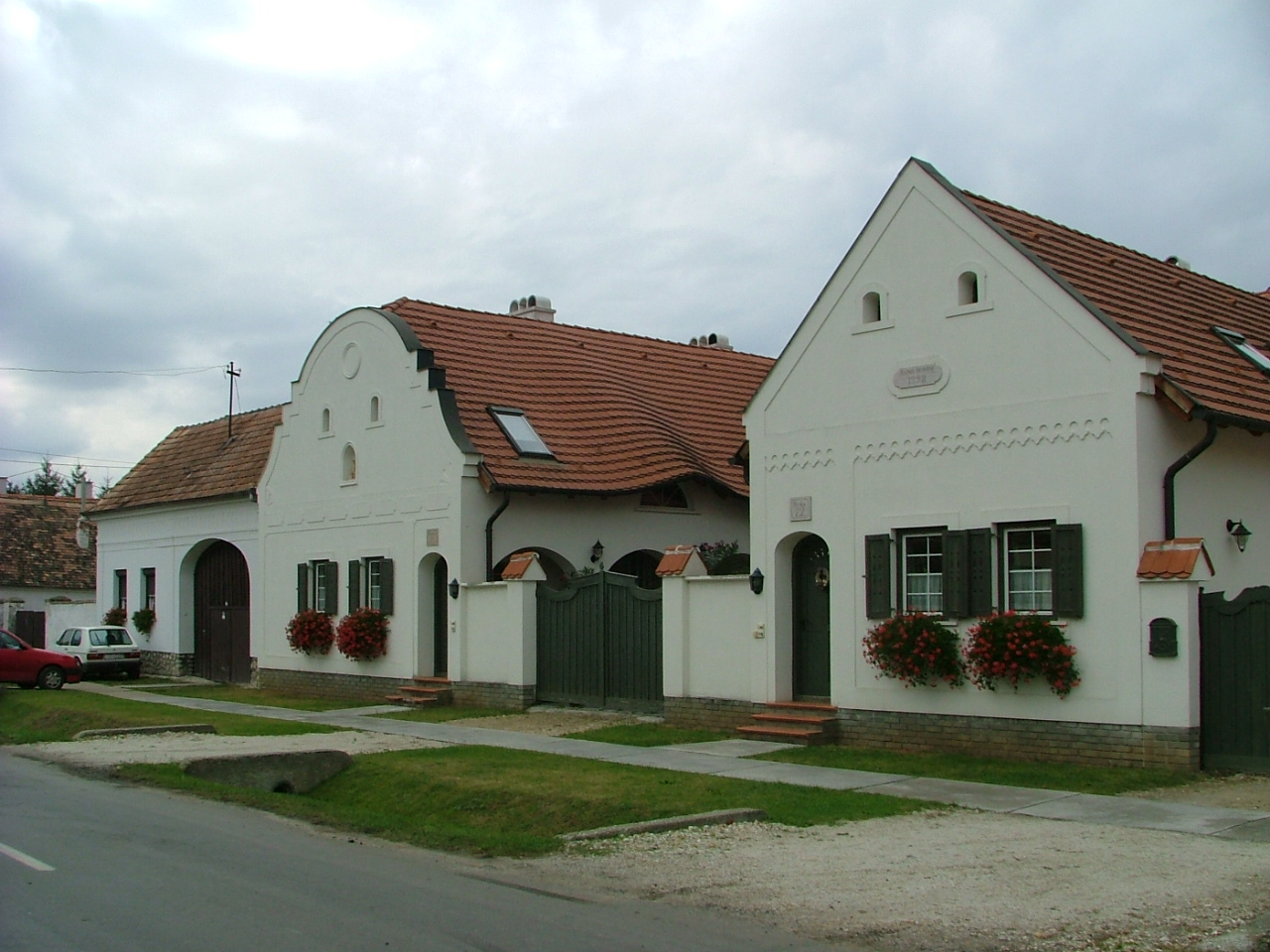
Traditionelle Bauernhäuser in Sarród